# Funisciurus pyrropus
Funisciure à pattes rousses
Espèce
Statut de conservation UICN

 LC  : Préoccupation mineure
Funisciurus pyrropus, le Funisciure à pattes rousses, est une espèce africaine d'écureuils arboricoles de la famille des Sciuridae.
En 2025, les funisciures à pattes rousses de Côte d'Ivoire sont identifiés comme un réservoir de la variole simienne, à l'origine de nombreuses morts chez un groupe de mangabeys fuligineux (Cercocebus atys) et probablement à l'origine de certains foyers d'infection chez l'Homme,.

## Répartition
Funisciurus pyrropus se rencontre en Angola, au Cameroun, en Côte d'Ivoire, au Gabon, en Gambie, au Ghana, en Guinée, en Guinée-Bissau, en Guinée équatoriale, au Liberia, au Nigeria, en Ouganda, en République du Congo, en République démocratique du Congo, au Rwanda, au Sénégal et en Sierra Leone. Cet écureuil est présent depuis le niveau de la mer et jusqu'à 1 650 m d'altitude. Cette espèce est généralement considérée comme assez commune. 

## Liste des sous-espèces
Selon GBIF (4 août 2025) :
- Funisciurus pyrropus akka de Winton, 1895
- Funisciurus pyrropus leonis Thomas, 1905
- Funisciurus pyrropus leucostigma (Temminck, 1853)
- Funisciurus pyrropus mandingo Thomas, 1903
- Funisciurus pyrropus nigrensis Thomas, 1909
- Funisciurus pyrropus niveatus Thomas, 1923
- Funisciurus pyrropus pembertoni Thomas, 1904
- Funisciurus pyrropus pyrropus (F.Cuvier, 1833)
- Funisciurus pyrropus talboti Thomas, 1909

## Dénominations
Ce taxon porte en français les noms vernaculaires ou normalisés suivants : Écureuil à pattes rousses, Funisciure à pattes rousses.

## Systématique
Le nom valide complet (avec auteur) de ce taxon est Funisciurus pyrropus (Cuvier, 1833).
L'espèce a été initialement classée dans le genre Sciurus sous le protonyme Sciurus pyrropus Cuvier, 1833 que l'auteur nomme simplement Pyrropus.
Funisciurus pyrropus a pour synonymes : Sciurus pyrropus.

### Étymologie
Son épithète spécifique, pyrropus, combinaison en grec ancien de πυρρός (purrós), « roux, fauve », et de πούς (poús), « pied », lui a été donnée « à cause de la couleur rousse de ses pieds ».

### Publication originale
- Étienne Geoffroy Saint-Hilaire et Frédéric Cuvier, Histoire naturelle des mammifères, avec des figures originales, coloriées, dessinées d'après des animaux vivans, t. 7, Paris, Blaise, février 1833, 252 p. (lire en ligne), p. 172.